# じゃじゃ馬億万長者
『じゃじゃ馬億万長者』（じゃじゃうまおくまんちょうじゃ、原題The Beverly Hillbillies）は、アメリカのシットコム。1962年から1971年まで、CBSにより放送された。日本では1962年から1963年までNTVで放送。日本での放送時間は火曜19:00 - 19:30。三洋電機の一社提供。1967年からはフジテレビでも放送された。

## 概要
主人公達が受けるカルチャーショックをテーマとしたテレビドラマの先駆けとなり、本放送当時は様々な批判もあったが、9年間にわたる放送のほとんどで高視聴率を記録した。9年間の放送期間のうち7年間は視聴率ベスト12中に留まり、2回の年間視聴率1位を記録、また、多くの放送回が、アメリカ国内で最も視聴されたテレビ番組に常に名を連ねている。
さらに、放送期間中に 7 つのエミー賞にノミネートされ、アメリカでは初回放送から半世紀近く経っても、TVLandを含むいくつかのケーブルテレビで放送されている。このドラマの主題歌も有名である。
1993年には20世紀フォックスにより『ビバリー・ヒルビリーズ/じゃじゃ馬億万長者』として映画化された。
番組タイトルのヒルビリーとはアパラチア山脈周辺に居住する貧困白人層のことで、直訳すればビバリーヒルズ（Beverly）の田舎者（Hillbilly）となり、対照的な存在でありながら韻を踏んでいる。

## あらすじ
このドラマの主題は、ビバリーヒルズの富裕層の間にいきなり投げ込まれた、貧しい田舎者の一家が体験するカルチャーショックである。
片田舎の貧しい農家、クランペット一家の家長ジェドが、獲物を狙って発砲した散弾銃の弾丸が当たった場所から石油があふれ出してくる。物語は、石油会社がクランペット家の土地から石油が出たと言う情報を聞きつけるところで始まる。
一家は石油会社の払った油田の権利金でにわか成金になり、ロスアンゼルスのビバリーヒルズの豪邸に引っ越す。それまで極貧生活を送ってきたクランペット一家は、新しい家電製品の使い方がわからなかったり、庭の池に飼われたフラミンゴを調理して食べようとしたり、毎回いろいろな騒動を引きおこす。街の住人から自分たちが実際には歓迎されていないことに気付いたおばあちゃんは、繰り返し、家族を田舎に戻そうと試みる。一方で、隣人で銀行頭取のドライスデールは、クランペット一家が自分の銀行に資産を預けているため、並々ならぬ努力で騒動の尻ぬぐいをしてまわり、一家をビバリーヒルズに引きとどめようとする。

## キャスト
※声は（NTV／フジテレビ）の順。
- ジェド・クランペット：バディ・イブセン（声：森川信／千葉順二）
- デイジー・メイ・グラニー（おばあちゃん）：アイリーン・ライアン（英語版）（声：木下ゆず子／関弘子）
- エリー（ジェドの娘）：ドナ・ダグラス（声：香椎くに子／向井真理子）
- ジェスロ：マックス・ベア（英語版）（声：／青野武）
- ドライスデール（銀行頭取）：レイモンド・ベイリー（英語版）（声：勝田久／大塚周夫）
- ミス・ジェーン・ハサウェイ（ドライスデールの秘書）：ナンシー・クルプ（英語版）（声：牧慎子／麻生美代子）
- ドライスデール夫人：ハリエット・マクギボン（英語版）（声：／高村章子）

## 日本での放送局
特筆の無い限り全て同時ネット
- 日本テレビ→フジテレビ
- 富山テレビ（日曜 10:00 - 10:30）[2]
- 長野放送（日曜 10:00 - 10:30）[3]